# Ascorhynchus pudicus
Ascorhynchus pudicus is een zeespin uit de familie Ascorhynchidae. De soort behoort tot het geslacht Ascorhynchus. Ascorhynchus pudicus werd in 1970 voor het eerst wetenschappelijk beschreven door Stock. 